# Magadinovac
Magadinovac falu Horvátországban Verőce-Drávamente megyében. Közigazgatásilag Raholcához tartozik.

## Fekvése
Verőcétől légvonalban 54, közúton 63 km-re délkeletre, községközpontjától légvonalban és közúton 5 km-re keletre, Szlavónia középső részén, a Drávamenti-síkságon fekszik.

## Története
A település a 18. században mezőgazdasági majorként keletkezett Stara Jošava északi határrészén a Mihalovics család birtokán. 1857-ben 14, 1910-ben 40 lakosa volt. 1910-ben a népszámlálás adatai szerint lakosságának 55%-a magyar, 30%-a horvát, 5%-a német anyanyelvű volt. Verőce vármegye Nekcsei járásának része volt. Az első világháború után 1918-ban az új szerb-horvát-szlovén állam, majd később (1929-ben) Jugoszlávia része lett. 1991-ben teljes lakossága horvát nemzetiségű volt. 2011-ben 11 lakosa volt, többnyire idős emberek.

## Lakossága
| Lakosság változása | Lakosság változása | Lakosság változása | Lakosság változása | Lakosság változása | Lakosság változása | Lakosság változása | Lakosság változása | Lakosság változása | Lakosság változása | Lakosság változása | Lakosság változása | Lakosság változása | Lakosság változása | Lakosság változása | Lakosság változása |
| ------------------ | ------------------ | ------------------ | ------------------ | ------------------ | ------------------ | ------------------ | ------------------ | ------------------ | ------------------ | ------------------ | ------------------ | ------------------ | ------------------ | ------------------ | ------------------ |
| 1857               | 1869               | 1880               | 1890               | 1900               | 1910               | 1921               | 1931               | 1948               | 1953               | 1961               | 1971               | 1981               | 1991               | 2001               | 2011               |
| 14                 | 0                  | 34                 | 44                 | 32                 | 40                 | 19                 | 41                 | 45                 | 59                 | 29                 | 18                 | 9                  | 9                  | 11                 | 11                 |

(1948-ig településrészként, 1953-tól önálló településként. 1869-ben lakosságát Feričancihoz számították.)